# Ceramius metanotalis
Ceramius metanotalis är en stekelart som beskrevs av Richards 1962. Ceramius metanotalis ingår i släktet Ceramius och familjen Masaridae. Inga underarter finns listade.